# Kostel svatého Bartoloměje a Panny Marie Montserratské
Kostel svatého Bartoloměje a Panny Marie Montserratské je římskokatolický farní kostel v centru města Doksy nedaleko Máchova jezera v okrese Česká Lípa v Libereckém kraji. Byl postaven kolem roku 1638 na místě staršího dřevěného kostelíka. Kostel byl několikrát rozšířen a přestavován, doplněn cennou výzdobou a vnitřním zařízením a stále slouží svému účelu. Od roku 1965 je chráněn jako kulturní památka.

## Historie

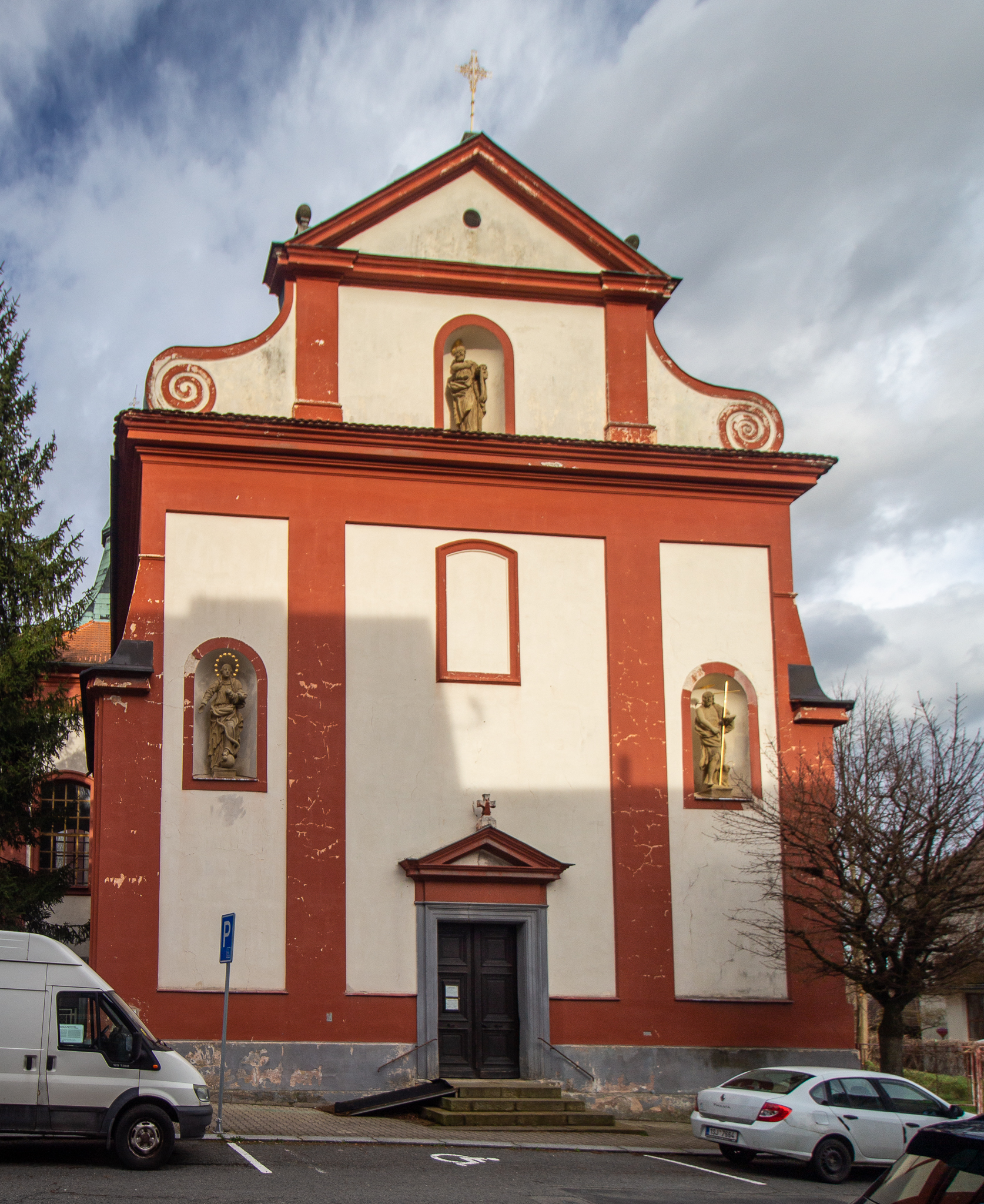
Průčelí kostela

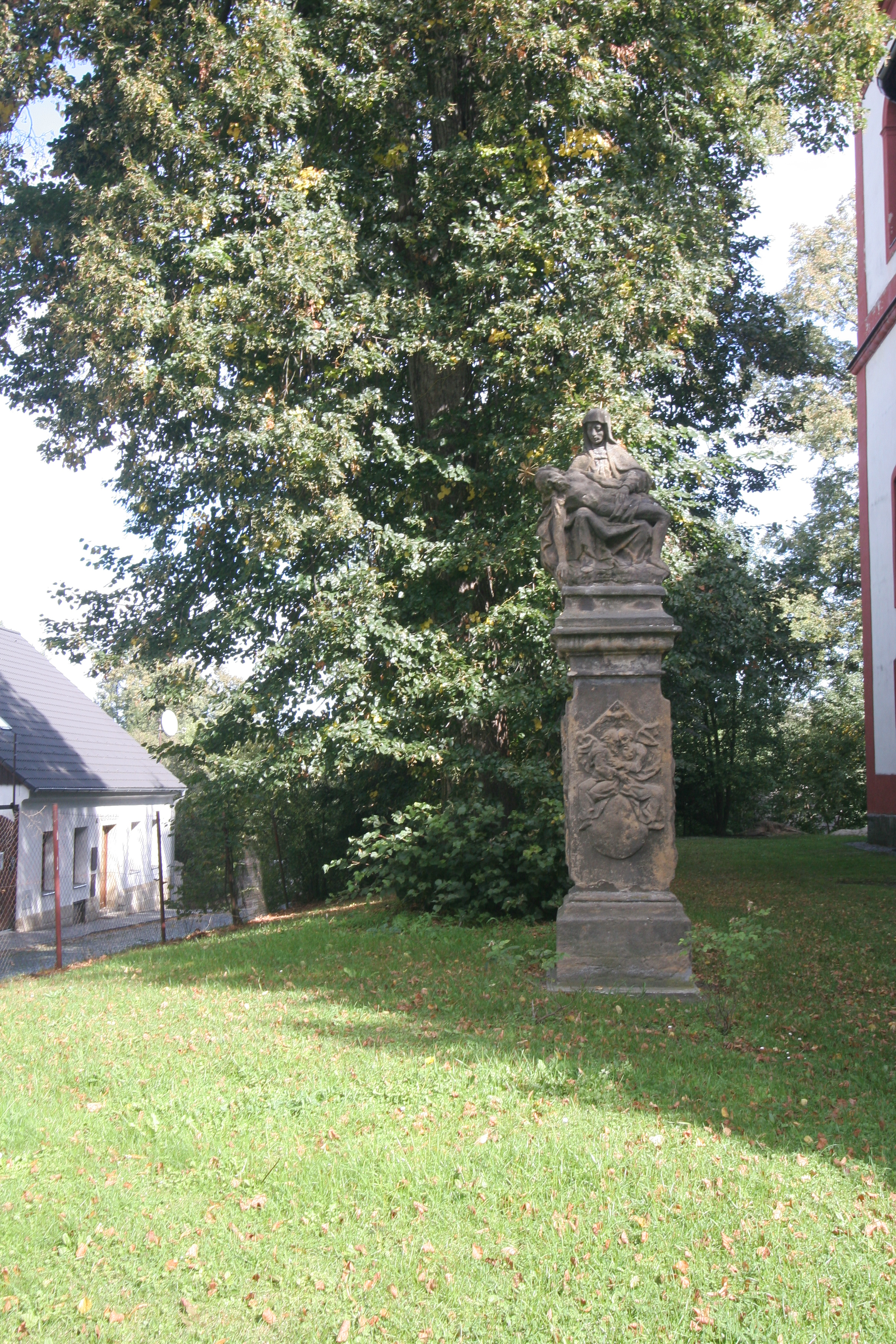
Pieta u kostela

Autorem raně barokní stavby byl severoitalský architekt a stavitel Bernard Canevalle († 1691), který během stavby v Bělé zemřel, byl v kostele pochován a má v něm náhrobní desku. O sto let později byly k lodi přistavěny kaple: roku 1748 z jihu kaple svaté Barbory a roku 1754 na severní straně kaple svatého Kříže. Roku 1832 byla zvýšena kostelní věž. Na pohlednicích z roku 1904 je uveden německý název kostela St. Bartholomäus-Kirche.
Až do roku 1816 byl u kostela hřbitov, po zrušení byl přestěhován za město a místo bylo zastavěno domy.
Duchovní správci kostela jsou uvedeni na stránce: Římskokatolická farnost – děkanství Doksy.

## Popis stavby
Jednolodní stavba má pětiboký presbytář, na jižní straně obdélníkovou sakristii a oratoř. Průčelí je vysoké barokní a členěno lizénami. Kostelní věž je hranolovitá, v jejím přízemí je sakristie a v patře oratoř. Loď kostela má strop završený trojdílnou valenou klenbou.

## Vybavení kostela
V kostele je několik barokních soch – Panny Marie, sv. Bartoloměje a Jana Křtitele. Hlavní oltář je z let 1670 až 1680, jeho nejcennější částí je kopie trůnící sochy Panny Marie Montserratské s Ježíškem na klíně. Přezdívá se jí Černá madona. V letech 1666–1785 byla uctívána španělskými montserratskými benediktiny v kapli na Bezdězu, když tamní klášter Josef II. dal zrušit, byla roku 1786 přenesena do Doks. U oltáře je obraz sv. Bartoloměje od Jana Hickela z roku 1725 a sochy svatého Petra a svatého Pavla. Cenných obrazů i soch je v kostele několik. V kapli sv. Barbory je oltář svaté Barbory a jejích čtrnácti pomocníků, v kapli svatého Kříže je také oltář s cennými obrazy a varhany vyrobené roku 1627 a restaurované roku 1992. Varhany v hlavní části kostela sem byly přineseny z Bezdězu roku 1736, a když dosloužily, byly roku 1932 instalovány na kůru nové, od krnovské firmy Rieger. V kostelní věži bylo pět zvonů, všechny byly roztaveny během první světové války.